# Vite parallele
Le Vite parallele (in greco antico: Βίοι Παράλληλοι?) sono una serie di biografie di uomini celebri, scritte da Plutarco tra la fine del I secolo e il primo quarto del II secolo e riunite in coppie per mostrare vizi o virtù morali comuni ad entrambi.

## Struttura e contenuto
Le Vite consistono di ventidue coppie di biografie, ognuna narrante la vita di un uomo greco e di uno romano: fanno eccezione le vite singole di Galba e Otone e le vite di Arato e di Artaserse: queste ultime due, in realtà, non appartenevano alle Vite parallele, ma furono accostate per l'ordine alfabetico e tramandate insieme alla raccolta.
Come spiega nel primo capitolo della Vita di Alessandro, giustificandosi con i lettori di aver riassunto molti degli eventi straordinari che caratterizzarono le vite di Alessandro e Cesare, Plutarco non era tanto interessato a fare della storia, quanto piuttosto a esplorare l'influenza dei caratteri — in positivo o negativo — sulle vite e sui destini di uomini celebri: come un pittore che coglie le somiglianze dei soggetti dal volto e dalle espressioni degli occhi, dai quali appunto si evidenzia il carattere umano, così il biografo è interessato ai segni dell'anima e mediante essi cerca di rappresentare la vita di ciascuno. Si tratta, comunque, di un lavoro di notevole importanza, non solo come fonte di informazioni riguardo agli individui descritti, ma anche per la messe di dati eruditi e di citazioni da storici ai quali Plutarco si è rifatto nella stesura delle biografie.
Oltre alle ventidue vite accoppiate e alle due spaiate, Plutarco scrisse altre biografie che sono andate perdute e di cui restano pochi frammenti, per lo più citazioni dello stesso Plutarco, oltre a essere elencate nel Catalogo di Lampria (tra parentesi il numero con cui sono registrate in questo catalogo): la coppia Epaminonda-Scipione l'Africano (7), Scipione l'Africano (28), Nerone (30), Eracle (34), Esiodo (35), Pindaro (36), Cratete (37), Daifanto (38) e Aristomene (39). Di altre rimane solo il titolo tramandato dal Catalogo di Lampria: Augusto (26), Tiberio (27), Claudio (29), Gaio Cesare (ovvero Caligola, 31), Vitellio (33); la coppia Leonida-Metello non è inserita nel catalogo, ma ne accenna lo stesso Plutarco. Altre vite, infine, sembrano incomplete.
Le coppie pervenute sono:
1. Teseo e Romolo[11]
2. Licurgo e Numa Pompilio[12]
3. Solone e Publio Valerio Publicola
4. Temistocle e Marco Furio Camillo
5. Pericle e Quinto Fabio Massimo[13]
6. Alcibiade e Gneo Marcio Coriolano[14]
7. Timoleonte e Lucio Emilio Paolo
8. Pelopida e Marco Claudio Marcello
9. Aristide e Catone il Censore
10. Filopemene e Flaminino
11. Pirro e Gaio Mario
12. Lisandro e Silla
13. Cimone e Lucullo
14. Nicia e Crasso
15. Sertorio e Eumene
16. Agesilao e Pompeo
17. Alessandro e Giulio Cesare
18. Focione e Catone il Giovane
19. Agide e Cleomene e Tiberio e Caio Gracco[15]
20. Demostene e Cicerone[16]
21. Demetrio e Antonio[17]
22. Dione e Bruto[18]

### Dedica
L'opera fu dedicata al console e nobile romano Quinto Sosio Senecione, protettore di Plutarco. Il primo libro dell'opera, relativo alla biografia di Epaminonda e verosimilmente quello nel quale era contenuta tale dedica, è però andato perduto.

### Ordine di composizione
Risulta difficile stabilire l’ordine con cui Plutarco ha scritto le Vite Parallele, né alcuna garanzia ci viene offerta dai codici o dallo stesso catalogo di Lampria. In particolare, ci sono pervenute due recensioni, la prima delle quali è bipartita e si ritiene segua un criterio cronologico secondo il tempo in cui vissero i personaggi greci di cui si narra la biografia; l’altra recensione giunta è, invece, tripartita e si direbbe che il criterio di ordinamento sia quello della provenienza dei personaggi greci: prima gli Ateniesi, in mezzo personaggi di diversa origine, come i Siracusani, e per ultimi i re spartani. La recensione tripartita sembrerebbe anteriore alla bipartita.
Le difficoltà di individuare e scoprire l'ordine di composizione delle biografie aumentano a causa di alcune citazioni reciproche, come accade nella Vita di Cesare (62,8 e 68,7), dove si cita la Vita di Bruto, e in quest'ultima (19,9) si cita la Vita di Cesare; un caso analogo si ha per la Vita di Timoleonte (13,10 e 33,4) e la Vita di Dione (38,10).
Le biografie vennero pubblicate in libri o gruppi e sappiamo che la coppia Demostene-Cicerone formava il quinto gruppo, quella di Pericle-Fabio Massimo il decimo, quella di Dione-Bruto il dodicesimo. Le biografie di personaggi viziosi, quali Demetrio-Antonio e Coriolano-Alcibiade, venivano certamente dopo (circa a metà dell'opera), come possiamo dedurre dalla prefazione alla prima di queste, quando Plutarco nota la necessità pedagogica di inserire esempi cattivi dopo aver già presentato una serie di modelli virtuosi e positivi.
La coppia Teseo-Romolo, che compare come prima nel catalogo di Lampria, e risulta prima sia nell'edizione bipartita che tripartita, quasi certamente è l’ultima, o comunque è una delle ultime: infatti, nella prefazione l’autore osserva che ha deciso di scrivere di personaggi mitici, dopo aver esaurito il periodo storico in cui si possono avere dati e fonti attendibili.

### Elemento di antitesi
In altre opere plutarchee (come il De adulatore et de amico, una lunga contrapposizione tra il vero e il falso amico) già era emersa una vera e propria tendenza dello scrittore di Cheronea al confronto antitetico: probabilmente dovuta alla sua impostazione retorica, dalla quale si allontanò con il passare del tempo per seguire gli studi di filosofia, questa tendenza diventa in Plutarco uno strumento potentissimo di espressione, in grado di dar voce alle proprie idee in modo semplice ma efficace; ed è attraverso le somiglianze e i punti in comune, ma anche e soprattutto attraverso le differenze ben marcate, che può emergere più limpidamente il messaggio etico dello scrittore.
Quasi sempre è una σύγκρισις (confronto) a chiudere le vite di coppia dell'opera; alcune di esse sembrano tuttavia forzate e hanno indotto una parte della critica a dubitare della loro autenticità.
L'elemento antitetico si manifesta anche nella struttura stessa dell'opera: le biografie di personaggi viziosi sono presentate dopo una serie positiva, per marcare con forza le differenze delle condotte di vita di questi personaggi.

## Finalità dell'opera

### Politica
Una parte della critica sostiene che le Vite fossero una nostalgica rievocazione, quasi patriottica, di eroi e personaggi cari alla memoria di Plutarco, col fine di dare un supporto storico all'ideale politico delle classi dominanti greche e mostrare ai romani la presenza di uomini valorosi nell'antica Grecia: un'idea che sembra quasi preannunciare gli eventi politici successivi, quali ad esempio il decentramento del potere imperiale, culminato nel trasferimento della capitale in Oriente a opera di Costantino.
Obiettivo delle biografie plutarchee era, quindi, evidenziare come i romani dovessero avere un atteggiamento più moderato verso la Grecia, con il suo glorioso passato, pur invitando, d'altra parte, i greci ad un atteggiamento più conciliante verso i romani, considerati ancora come "barbari" incolti.

### Etica
Altri, invece, sottolineano che non vi siano elementi di netta superiorità greca nei confronti dei personaggi romani e sostengono, quindi, che l'obiettivo di Plutarco fosse illustrare e mettere a nudo particolari vizi o virtù di grandi personaggi, attraverso episodi circoscritti e non necessariamente decisivi da un punto di vista storico, unicamente perché fossero da monito ai lettori e all'autore stesso che li raccontava. A conferma di ciò lo stesso Plutarco nella Vita di Lucio Emilio Paolo dice di servirsi della storia come di uno specchio, per poter ornare la propria vita delle virtù altrui di cui scriveva.
(Plutarco, Vita di Emilio, 1)

## Stile
Lo stile è principalmente chiaro, frutto di un'attenta scelta della disposizione delle parole nel testo (sull'esempio di Dionigi di Alicarnasso). Plutarco, come molti prosatori greci, evita quanto più possibile l'uso dello iato e alcuni critici hanno usato questo aspetto come criterio dirimente delle questioni di dubbia autenticità delle opere plutarchee. Questa tendenza nello scansare lo iato ha spesso indotto Plutarco a riformulare le frasi, collocando le parole in modo tale da evitare l'accostamento di due vocali.
Per quanto riguarda la lingua, Plutarco si pone in una posizione intermedia tra l'atticismo (la mancanza di purezza attica gli veniva contestata da Frinico, ad esempio) e la Koinè, nella quale l'uso del modo ottativo in età imperiale risultava assai raro. Hein ha notato che l'uso dell'ottativo in Plutarco è molto ridotto rispetto a Platone o Senofonte, ma risulta maggiore che in altri scrittori contemporanei. Anche questa sua particolarità linguistica è stata adottata come criterio di autenticità.
Notevole è l'uso di aneddoti ed episodi minori utili alla caratterizzazione del personaggio; questo interesse per le vicende personali ha permesso di conservare molti frammenti di storiografi ellenistici, le cui opere sono quasi completamente perdute.

## Fonti
La questione delle fonti è una delle più dibattute dalla critica.
Tra le fonti di Plutarco vi furono certamente gli storici greci Erodoto, Tucidide, Senofonte, Polibio e Teopompo. Per quanto riguarda gli autori latini si può escludere quasi certamente una lettura diretta delle loro opere da parte di Plutarco, in quanto è lui stesso a confessare nella Vita di Demostene che ha potuto apprendere la lingua latina solo in tarda età; è verosimile che anche per i personaggi romani dovette affidarsi alla lettura di autori greci o al più a fonti indirette.
Nell'opera ricorrono numerose citazioni di filosofi, poeti, autori tragici e comici, perché se è vero che le fonti storiografiche principali sono indispensabili per conoscere un personaggio e il contesto nel quale si è mosso, è altrettanto vero che l'efficacia rappresentativa dei poeti, soprattutto degli autori di commedia, riesce ad arricchire il ritratto di uomini straordinari. A prova di quanto detto, si propone un passo tratto dalla Vita di Nicia, in cui Plutarco si esprime così:
(Plutarco, Vita di Nicia, 1.5. trad.: D. Magnino)
Queste fonti per così dire secondarie, però, sono spesso citate a memoria e non vengono vagliate dall'autore.

## Influenza e fortuna delleVite
Per le finalità e anche grazie agli evidenti pregi letterari dell'opera, molti furono gli scrittori, specie tra Sei e Settecento, che ne hanno tratto ispirazione: tra i molti casi, si sottolinea la tragedia shakespeariana Antonio e Cleopatra, ripresa dalla Vita di Antonio.
Quest'opera divenne di fatto un perno del cursus studiorum delle classi colte: lo stesso Napoleone ne era un grande estimatore fin da ragazzo:
(F. J. Frost, Plutarch's Themistocles. A historical commentary, Princeton 1980, p. 41 (trad. A. D'Andria))
Oggi, invece, si tende a esaminare la questione di fonti, metodi, predecessori del biografo, certamente senza concentrarsi, come nel tardo Ottocento, sui "capi d'accusa" formulati ad un presunto metodo storiografico di Plutarco, quali la debolezza cronologica e della conoscenza geografica, la mancanza di trattazione sulle condizioni socio-economiche che ispirarono riforme e legislazioni, nonché la scarsa o nulla comprensione di strategie e tattiche.
Filosofi come Montesquieu e poeti come Vittorio Alfieri o Friedrich Schiller apprezzarono il valore altamente istruttivo e l'alta moralità dell'opera. Quest'ultimo progettò (senza mai attuarlo) di scrivere una serie di biografie sulle orme di Plutarco.
Lo scrittore classico giapponese Yukio Mishima ha scritto un racconto di nome Martirio, che gira intorno al furto di una copia delle Vite.
La fortuna dell'opera si spinge fino all'ambito musicale: Franco Battiato, nell'album Gommalacca, inserisce un brano dal titolo Vite Parallele ad essa ispirata.